# Parafia św. Maksymiliana Marii Kolbego w Barcinie
Parafia św. Maksymiliana Marii Kolbego w Barcinie jest jedną z 11 parafii należących do dekanatu barcińskiego w archidiecezji gnieźnieńskiej.

## Historia
Parafia powstała 1 grudnia 1982 roku. Kościół został konsekrowany w 2004 przez abp. Henryka Muszyńskiego – metropolitę gnieźnieńskiego. 
Długoletnim proboszczem parafii był ksiądz Bronisław Wiśniewski, dziekan dekanatu barcińskiego, gospodarz i budowniczy parafii (1996–2016).

## Dokumenty
Księgi metrykalne: 
- ochrzczonych od 1983 roku
- małżeństw od 1983 roku
- pogrzebów od 1983 roku

## Zasięg parafii
Ulice Barcina na obszarze parafii: Artylerzystów, Dworcowa, Kasprowicza, Kochanowskiego, Konopnickiej, Krotoszyńska, Lotników, Mickiewicza, Mogileńska, Orzeszkowej, Pakoska, Polna, Reymonta, Sienkiewicza, Słowackiego, Wojska Polskiego.
Miejscowości na obszarze parafii: Krotoszyn, Sadłogoszcz, Wolice Dolne